# 安罗德
安罗德（德語：Anrode，發音：[anˈʁoːdə]）是德国图林根州温斯特鲁特-海尼希县曾经的一个市镇，面积52.73平方千米，2022年12月31日人口为3,151人。2023年1月1日，该市镇解散，其市辖区比肯里德和采拉并入市镇丁格尔施泰特，市辖区霍伦巴赫并入市镇米尔豪森，市辖区德尔纳和伦格费尔德并入市镇温斯特鲁塔尔。